# Congreso Universal de Esperanto de 2019

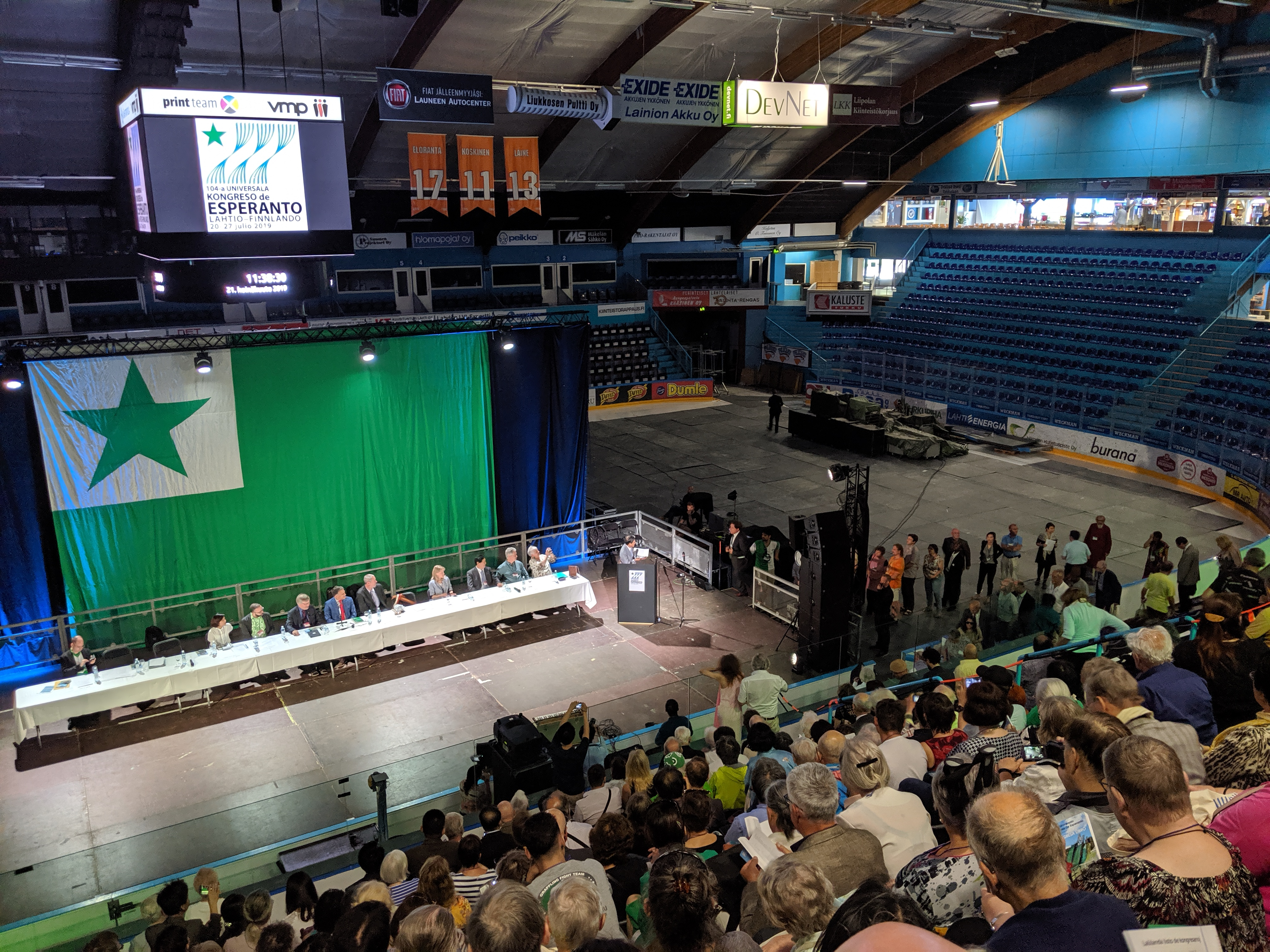

El 104.° Congreso Universal de Esperanto (Universala Kongreso de Esperanto) tuvo lugar en el año 2019 en Lahti, Finlandia. 
En el mismo año, el 75.º Congreso Internacional de la Juventud se celebró en Liptovský Hrádok, Eslovaquia, y el 52.º Congreso ILEI en Chacak, Serbia. 

## Comité del congreso local
El Comité del Congreso Local está formado por:
- Tuomo Grundström — Presidente
- Päivi Saarinen — Vicepresidente, Centro de Congresos
- Tiina Kosunen — Secretaria General, voluntarios
- Tiina Oittinen — excursiones
- Paula Niinikorpi — coordinadora artística, cajera
- Jukka Pietiläinen — información
- Larissa Phileas — programa juvenil, información en línea
- Börje Eriksson — miembro, cosas ciegas
- Synnöve Mynttinen — Miembro, Asuntos Lahtian
- Sigrid Kivistö — miembro, asuntos IIK